# Rebecca Makkai
Rebecca Makkai (nascuda el 20 d'abril de 1978) és una novel·lista i escriptora de contes estatunidenca.

## Biografia
Makkai va créixer a Lake Bluff, Illinois. És filla dels professors de lingüística Valerie Becker Makkai i Ádám Makkai, un refugiat als EUA després de la revolució hongaresa de 1956. La seva àvia paterna, Rózsa Ignácz, era una coneguda actriu i novel·lista a Hongria. Makkai es va graduar a la Lake Forest Academy i va assistir a la Washington and Lee University, on es va graduar amb un B.A. en anglès. Més tard va obtenir un màster a la Bread Loaf School of English del Middlebury College.
Makkai ha impartit classes al Taller d'Escriptors d'Iowa i forma part de les facultats de MFA de la Universitat de Sierra Nevada i la Universitat Northwestern. Makkai també ha ensenyat al Lake Forest College i ha ocupat la Càtedra Mackey d'Escriptura Creativa al Beloit College de Wisconsin. Té dos fills i viu a Lake Forest, Illinois.

### Trajectòria
La novel·la debut de Makkai, The Borrower, es va publicar el juny de 2011. Va ser traduïda a set idiomes.
La seva segona novel·la, The Hundred-Year House, està ambientada als suburbis del nord de Chicago, i va ser publicada per Viking/Penguin el juliol de 2014. Va rebre ressenyes destacades a Booklist, Publishers Weekly i Library Journal. El llibre va guanyar el premi Novel·la de l'any 2015 de la Chicago Writers Association i va ser nomenat millor llibre de 2014 per BookPage.
La tercera novel·la de Makkai, titulada The Great Believers, està ambientada durant l'epidèmia de sida a Chicago dels anys vuitanta i va ser publicada per Viking/Penguin Random House el juny de 2018. The Great Believers va guanyar la Medalla Andrew Carnegie a l'excel·lència en la ficció el 2019 i va ser finalista del National Book Award de ficció del 2018. També va ser finalista del Premi Pulitzer de ficció 2019, i va guanyar el LA Times Book Prize i el Chicago Review of Books Award.
La col·lecció de contes de debut de Makkai, Music for Wartime, va ser publicada el 2015. Els seus contes breus s'han anatologitzat a The Best American Short Stories 2008, 2009, 2010 i 2011 i també a The Best American Norequired Reading 2009 i 2016; va rebre un premi Pushcart 2017, una beca NEA 2014 i una beca de la Fundació Guggenheim 2022. La ficció de Makkai també ha aparegut a The New Yorker, Ploughshares, Tin House, The Threepenny Review, New England Review i Shenandoah.
A Catalunya, la seva obra Els grans optimistes obra va guanyar el Premi Llibreter el 2022. Vull fer-te algunes preguntes és la seva segona novel·la traduïda al català i ha estat considerada una de les millors novel·les de l'any per The New Yorker, Time o The Guardian, entre d'altres.

## Obres

### Novel·les
- The Borrower, Viking (2011)

- The Hundred-Year House, Viking (2014)

- The Great Believers, Viking (2018), traduïda al català com Els grans optimistes per Marc Rubió i publicada per Edicions del Periscopi.[5]

- I Have Some Questions for You, Viking (2023) , traduïda al català com Vull fer-te algunes preguntes per Marc Rubió i publicada per Edicions del Periscopi.

### Reculls de contes
- Music for Wartime, Viking (June 2015)